# Cecilia Knudsdatter
Cecilia Knudsdatter de Dinamarca (c. 1081 a 1085-después de 7 de enero de 1131), fue una princesa danesa, hija de Canuto IV de Dinamarca y de Adela de Flandes.

## Biografía
Tras el derrocamiento y asesinato de su padre en 1086, su madre se fue de Dinamarca y regresó a Flandes con su hijo Carlos el Bueno, mientras que Cecilia y su hermana Ingegerd, siguieron a su tío paterno Erico I de Dinamarca y su esposa Bothild Thorgunnsdatter a Suecia, quienes se convirtieron en sus padres adoptivos. Erico y Bothild regresaron a Dinamarca cuando Erico subió al trono en 1095. Las dos hermanas se casaron con aristócratas suecos. Cecilia se casó con Eric Jarl y más tarde regresó a Dinamarca, donde su esposo se hizo jarl de Falster, y la pareja se estableció en Haraldsted en Ringsted. Tuvieron dos hijos: Canuto y Carlos, duque de Halland. En 1131, Canuto Lavard la visitó, y, como ella sospechaba que iba a ser asesinado, trató de convencerlo de no ir a su encuentro con Magnus Nilsson de Dinamarca. Canuto hizo caso omiso de sus consejos y fue asesinado.